# Mercer 3
Mercer 3 ist ein Kugelsternhaufen, der sich im Sternbild Schild in der Scheibe der Milchstraße befindet und durch diese stark verdeckt wird. Er wurde im Jahr 2004 in den Daten von 2MASS und der GLIMPSE Infrarotdurchmusterung gefunden, und 2008 als Kugelsternhaufen identifiziert. Aufgrund der Extinktion, der Verdeckung durch die Materie der Milchstraße im Vordergrund, hat er eine Helligkeit von nur 24 mag im sichtbaren und blieb deshalb lange unentdeckt. Mercer 3 ist vermutlich 4–8 kpc entfernt und hat einen Radius von 0,7 bis 1,5 pc, bei dem die Helligkeit um die Hälfte abnimmt.
Mercer 3 ist mit 12 Milliarden Jahren ein alter Kugelsternhaufen; die Masse liegt bei 200.000–300.000 Sonnenmassen.